# Mevinfos
Mevinfos (systematický název 2-methoxykarbonyl-1-methylvinyl dimethyl fosfát) je organofosfátový insekticid a akaricid se sumárním vzorcem C7H13O6P.
Jedná se o inhibitor acetylcholinesterázy používaný k hubení hmyzu na velkém množství různých plodin.
LD50 pro krysy činí 3,7–7 mg/kg (orálně).

## Použití
Mevinfos je nejvíce používán na hubení žvýkajícího a sajícího hmyzu a roztočů Tetranychidae.

## Výroba
Mevinfos je vyráběn reakcí trimethoxyfosfinu s chloracetacetátem.